# Antillopsyche auricula
Antillopsyche auricula là một loài Trichoptera hóa thạch trong họ Dipseudopsidae.